# 다하라성 (아이치현)

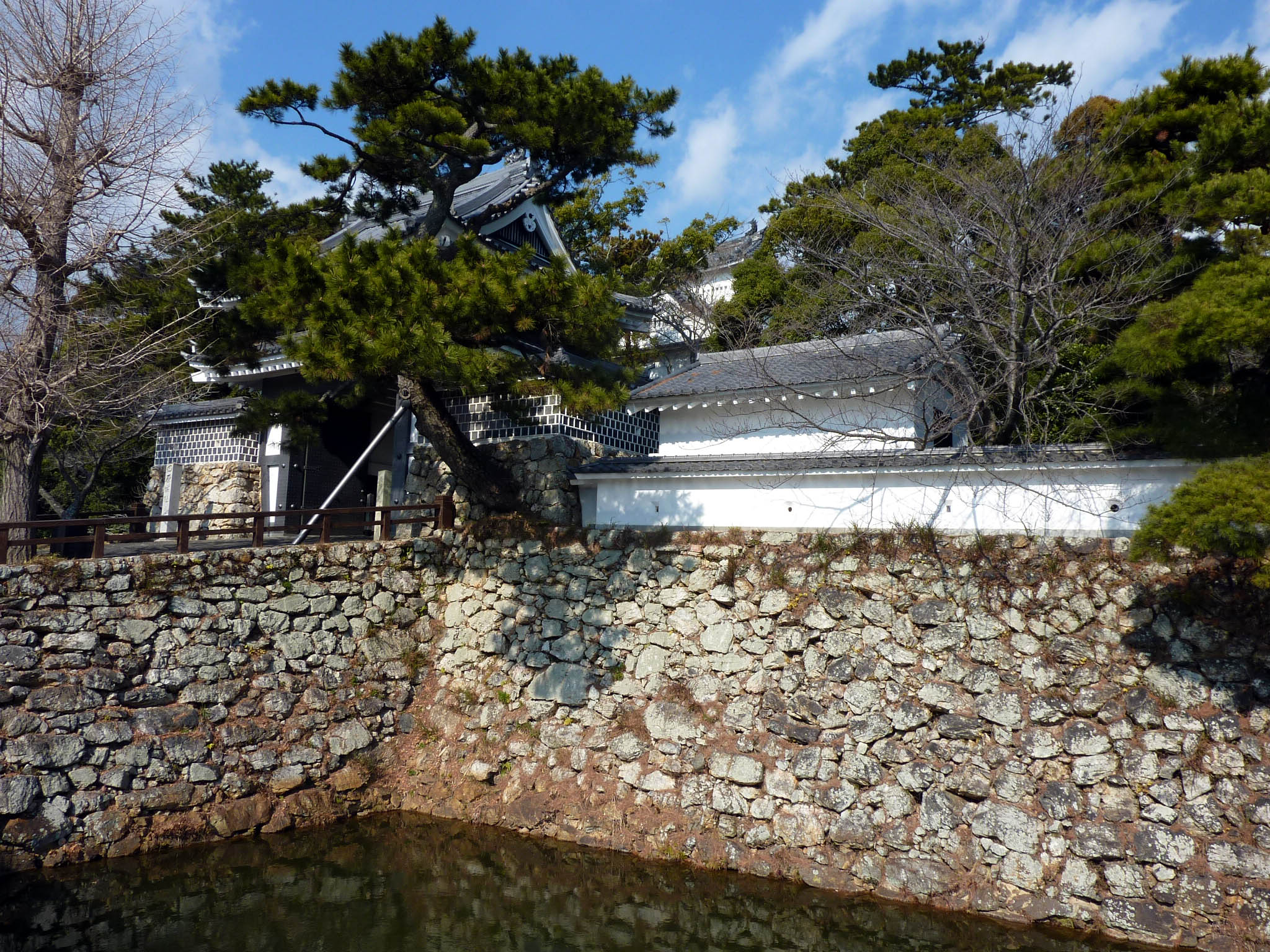
다하라 성 복원된 벚꽃 문

다하라성(일본어: 田原城 타하라조[*])은 일본 아이치현 다하라시에 위치해 있는 센고쿠 시대에 건축되어 에도 시대까지 사용된 성이다. 에도 시대 다하라번 1만 2천석을 관할하는 번청이었다.
1480년 경 도다 무네미쓰에 의해 지어져 도다 씨의 미카와 만 지배의 근거지가 되었다. 16세기에는 인접한 센고쿠 다이묘들의 팽창에 따라 처음에는 마쓰다이라씨, 이후에는 이마가와 씨의 세력권에 속하게 되었다. 1547년 도다 야스미쓰가 성을 다스릴 무렵, 의붓외손자 마쓰다이라 다케치요를 스루가국의 이마가와 씨에게까지 인질로써 호송하는 임무를 맡게 되었으나, 이마가와 씨를 배신하고 다케치요를 이마가와 씨의 적인 오다 노부히데에게로 빼돌려, 후일 이마가와 요시모토의 분노를 사 다하라 성은 이마가와 씨의 공격을 받았으며, 야스미쓰도 전사하였다. 그 후 다하라 성은 이마가와 씨가 점령하였으나, 오케하자마 전투 이후 이마가와 씨로부터 자립한 도쿠가와 이에야스가 점령하여 마쓰다이라 씨의 후다이 혼다 히로타카가 성주가 되어, 요시다 성 (도요하시시)의 사카이 다다쓰구의 지휘 하에 놓이게 되었다. 1590년에는 이에야스가 관동으로 전봉됨에 따라 요시다 성주가 된 이케다 데루마사가 소유하게 되어, 다하라 성에는 데루마사의 가신인 이기 다다쓰구가 성주가 되었다.
에도 시대에는 후다이 다이묘의 영토로 편입되어 1만석을 관할하는 번이 만들어졌다. 처음에는 다하라 도다 가문의 도다 다카쓰구가 성주가 되었으며, 1664년에는 미야케 씨가 1만 2천석을 받아 입봉하였다. 1872년 폐번치현 이후 해체되었다.